# Wollaston-Draht
Ein Wollaston-Draht ist ein sehr feiner Draht aus Platin mit einem Durchmesser bis unter 0,001 mm. Der Draht ist nach dem britischen Physiker William Hyde Wollaston benannt, welcher sich Anfang des 19. Jahrhunderts mit der Herstellung dieser sehr feinen Drähte beschäftigte. Wollaston-Drähte zählen zu den dünnsten Drähten.
Die ursprüngliche und heutige Herstellungsmethode verläuft über mehrere Prozessschritte. Der Platindraht wird zunächst auf einen Durchmesser von ca. 0,08 mm gezogen, dünnere Durchmesser sind durch Drahtziehen nicht direkt erreichbar, da das Material dabei reißt. Der Platindraht wird danach galvanisch mit einer Silberschicht überzogen, bis der Durchmesser etwa 2 mm beträgt. Der so gewonnene Draht besteht nun aus einer dünnen Platinseele mit einem dicken Silbermantel und wird in Folge wiederholt gezogen, bis der gewünschte Durchmesser der Platinseele erreicht ist (Silber und Platin werden proportional dünner). Gefertigt werden Platindurchmesser bis knapp unter 1 µm. Da man solch extrem dünne Drähte nicht richtig handhaben kann und die auch befestigt werden müssen, montiert man den kompletten dickeren Mantelraht in das betreffende Gerät (mit Klemmung oder Weichlötung) und legt erst dann die Platinseele an der erforderlichen Stelle frei. Hierzu dient 10%ige Salpetersäure, die das Silber auflöst und das Platin zurücklässt.
Anwendungen von Wollaston-Drähten lagen im Bereich der Spiegelgalvanometer sowie der Kristall-Detektoren bei den Detektorempfängern, Radiogeräten aus der Anfangszeit des Hörrundfunks und des Einfaden-Elektrometer nach T. Wulf. Dabei diente der Wollaston-Draht als Kontaktdraht auf den Kristall zur Demodulation des Rundfunksignals. Spätere und bis heute übliche Anwendungen des Platindrahtes liegen im Bereich der Temperaturmessung und in der Hochfrequenzmesstechnik.